# Campionati mondiali di bob 1999
I Campionati mondiali di bob 1999, quarantottesima edizione della manifestazione organizzata dalla Federazione Internazionale di Bob e Skeleton, si sono disputati dal 6 al 14 febbraio 1999 a Cortina d'Ampezzo, in Italia, per le sole gare maschili, sulla Pista olimpica Eugenio Monti, il tracciato sul quale si svolsero le competizioni del bob ai Giochi di Cortina d'Ampezzo 1956 e le rassegne iridate maschili del 1937 (unicamente nel bob a due), del 1939 (soltanto nel bob a quattro), del 1950, del 1954, del 1960, del 1966 (solo bob a due in quanto venne cancellata la gara a quattro), del 1981 e del 1989 in entrambe le specialità. La località italiana ha ospitato quindi le competizioni iridate per la settima volta nel bob a quattro e per l'ottava nel bob a due uomini.
L'edizione ha visto prevalere la Francia che si aggiudicò due medaglie, una d'oro e una d'argento, sulle sei disponibili, di misura sull'Italia, vincitrice di un oro. I titoli sono stati infatti vinti nel bob a due uomini dagli italiani Günther Huber, Enrico Costa e Ubaldo Ranzi e nel bob a quattro dai francesi Bruno Mingeon, Emmanuel Hostache, Éric Le Chanony e Max Robert.

## Risultati

### Bob a due uomini
La gara si è svolta il 6 e il 7 febbraio 1999 nell'arco di quattro manches ed hanno preso parte alla competizione 31 compagini in rappresentanza di 18 differenti nazioni. Campioni in carica erano gli svizzeri Reto Götschi e Guido Acklin, giunti al traguardo in quarta posizione, e il titolo è stato pertanto conquistato dagli italiani Günther Huber, Enrico Costa e Ubaldo Ranzi (Ranzi sostituì Costa, infortunato, nella seconda discesa, l'ultima della prima giornata e nelle due discese della seconda giornata), con Huber che bissò l'oro olimpico vinto con Antonio Tartaglia a Nagano 1998 e migliorò quindi l'argento ottenuto a Sankt Moritz nel 1997 sempre con Tartaglia; riportarono inoltre l'Italia sul gradino più alto di un podio iridato nel bob a due a distanza di 24 anni dall'ultimo successo di Giorgio Alverà e Franco Perruquet, vittoriosi nell'edizione casalinga di Cervinia 1975.

Al secondo posto si sono piazzati i tedeschi Christoph Langen e Markus Zimmermann, sodalizio che fu già medaglia d'oro a Calgary 1996 e bronzo olimpico a Nagano 1998, davanti ai francesi Bruno Mingeon ed Emmanuel Hostache, alla loro prima medaglia iridata di specialità.
| Pos. | Atleti                                  | Nazione       | Tempo   | Distacco |
| ---- | --------------------------------------- | ------------- | ------- | -------- |
|      | Günther Huber Enrico Costa/Ubaldo Ranzi | Italia I      | 3:33.62 |          |
|      | Christoph Langen Markus Zimmermann      | Germania I    | 3:33.80 | +0.18    |
|      | Bruno Mingeon Emmanuel Hostache         | Francia I     | 3:33.96 | +0.34    |
| 4    | Reto Götschi Guido Acklin               | Svizzera I    | 3:34.11 | +0.49    |
| 5    | Brian Shimer Pavle Jovanovic            | Stati Uniti I | 3:34.59 | +0.97    |
| 6    | André Lange Enrico Kühn                 | Germania III  | 3:35.08 | +1.46    |
| 7    | Christian Reich Urs Aeberhard           | Svizzera II   | 3:35.17 | +1.55    |
| 8    | Pierre Lueders Ken Leblanc              | Canada I      | 3:35.36 | +1.74    |
| 9    | Fabrizio Tosini Marco Menchini          | Italia II     | 3:35.58 | +1.96    |
| 10   | Sandis Prūsis Jānis Ozols               | Lettonia I    | 3:35.82 | +2.20    |

### Bob a quattro
La gara si è svolta il 13 e il 14 febbraio 1999 nell'arco di quattro manches ed hanno preso parte alla competizione 25 compagini in rappresentanza di 16 differenti nazioni. Campione mondiale in carica era l'equipaggio tedesco composto da Wolfgang Hoppe, Sven Rühr, René Hannemann e Carsten Embach, di cui solo Rühr ed Embach erano presenti alla competizione e giunsero al traguardo rispettivamente sesto e undicesimo nei quartetti pilotati da Christoph Langen e Harald Czudaj. Il titolo è stato pertanto conquistato dalla compagine francese formata da Bruno Mingeon, Emmanuel Hostache, Éric Le Chanony e Max Robert, i quali, tutti reduci dal bronzo olimpico di Nagano 1998, regalarono inoltre alla propria nazione il primo oro mondiale nella sua storia.

Al secondo posto si è classificata la formazione svizzera composta da Marcel Röhner, Markus Nüssli, Beat Hefti e Silvio Schaufelberger, con Rohner a bissare l'argento vinto a Calgary 1996 e, insieme a Nüssli, anche quello olimpico di Nagano 1998, davanti a quella canadese costituita da Pierre Lueders, Ken Leblanc, Ben Hindle e Matt Hindle, seconda medaglia in assoluto per il Canada nella specialità regina a 34 anni dall'ultima ottenuta dal quartetto guidato da Vic Emery, che vinse l'oro a Sankt Moritz 1965.
| Pos. | Atleti                                                         | Nazione       | Tempo   | Distacco |
| ---- | -------------------------------------------------------------- | ------------- | ------- | -------- |
|      | Bruno Mingeon Emmanuel Hostache Éric Le Chanony Max Robert     | Francia I     | 3:30.68 |          |
|      | Marcel Röhner Markus Nüssli Beat Hefti Silvio Schaufelberger   | Svizzera I    | 3:31.90 | +1.22    |
|      | Pierre Lueders Ken Leblanc Ben Hindle Matt Hindle              | Canada I      | 3:32.04 | +1.36    |
| 4    | Reto Götschi Steve Anderhub Guido Acklin Cédric Grand          | Svizzera II   | 3:32.07 | +1.39    |
| 5    | Brian Shimer Dave Owens Pavle Jovanovic Mike Kohn              | Stati Uniti I | 3:32.29 | +1.61    |
| 6    | Christoph Langen Markus Zimmermann Tomas Plazter Sven Rühr     | Germania I    | 3:32.34 | +1.66    |
| 7    | André Lange Christoph Heyder Enrico Kühn Lars Behrendt         | Germania III  | 3:32.48 | +1.80    |
| 8    | Sandis Prūsis Egils Bojārs Jānis Ozols Jānis Elsiņš            | Lettonia I    | 3:32.56 | +1.88    |
| 9    | Wolfgang Stampfer Jochen Buck Erwin Arnold Martin Schützenauer | Austria I     | 3:33.01 | +2.33    |
| 10   | Günther Huber Cristian La Grassa Ubaldo Ranzi Sergio Chianella | Italia I      | 3:33.03 | +2.35    |

## Medagliere
| Posizione | Nazione  | Oro | Argento | Bronzo | Totale |
| --------- | -------- | --- | ------- | ------ | ------ |
| 1         | Francia  | 1   | 0       | 1      | 2      |
| 2         | Italia   | 1   | 0       | 0      | 1      |
| 3         | Germania | 0   | 1       | 0      | 1      |
| 3         | Svizzera | 0   | 1       | 0      | 1      |
| 5         | Canada   | 0   | 0       | 1      | 1      |
| Totale    | Totale   | 2   | 2       | 2      | 6      |